# Archiwum Fotograficzne Hoffmanna

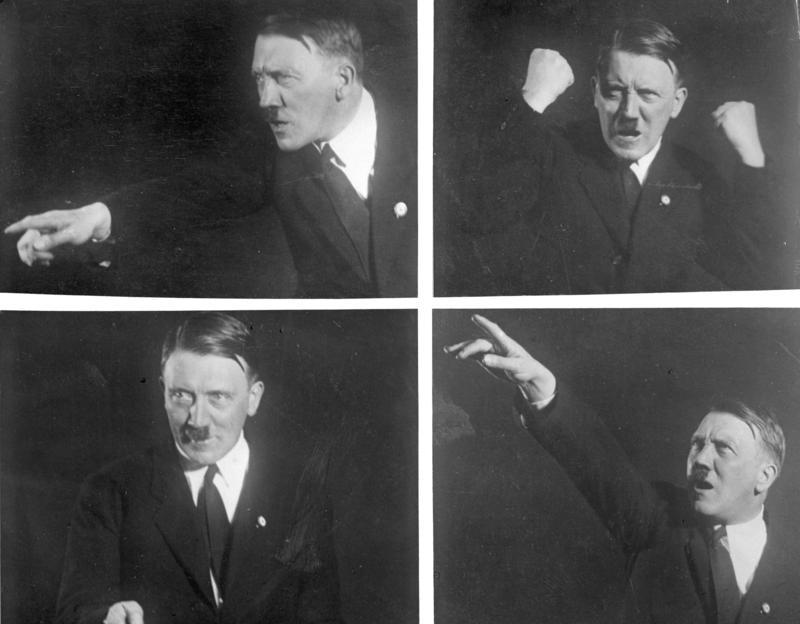
Zdjęcia z archiwum fotograficznego Hoffmanna przedstawiające Adolfa Hitlera

Archiwum Fotograficzne Hoffmanna (niem. Fotoarchiv Hoffmann) – skatalogowany zbiór około 66 000 opisanych fotografii i stereogramów wykonanych w latach trzydziestych i czterdziestych XX wieku przez zakład fotograficzny Heinricha Hoffmanna.

## Historia
Heinrich Hoffman był uważany za „nadwornego fotografa Adolfa Hitlera”. Zbiór jego fotografii stanowi swoistą kronikę III Rzeszy. Spośród zdjęć Hoffmana wybierano te, które można było następnie publikować w prasie. Część wybranych zdjęć, przeznaczona do gazetek ściennych reprodukowana była od razu z „oficjalnym” komentarzem. Pod koniec Ii wojny większość zdjęć firmy Hoffmana przeniesiono do Winhöring. Tam zostało skonfiskowane i wywiezione do Stanów Zjednoczonych. Zdjęcia są przechowywane w National Archives w Maryland. Według danych katalogowych kolekcja liczy 280 000 płyt szklanych i odbitek zdjęć. Część zbiorów zostało zachowane przez rodzinę Hoffmanów. Syn i córka Hoffmana próbowali po wojnie odzyskać skonfiskowane zbiory. Dzięki wsparciu Niemieckiej Wspólnoty Badawczej (DFG) Bawarska Biblioteka Państwowa w latach 1993–2002 zakupiła część kolekcji, która pozostała w Europie.